# Главное управление международного военного сотрудничества
Главное управление международного военного сотрудничества Министерства обороны Российской Федерации (ГУ МВС Минобороны России) (бывшее 10-е управление, «десятка», ГУ МВС, Войсковая часть № 44708) — центральный орган военного управления Вооруженных Сил Российской Федерации, является составной частью Министерства обороны Российской Федерации, в ведении которого находится оформление международных договоров Минобороны России, осуществление военного и военно-технического сотрудничества со странами NATO, государствами СНГ, ОДКБ и другими государствами и странами.

## История
10-е Управление Генерального штаба Вооруженных Сил СССР (управление международного военного сотрудничества) в прямом подчинении Начальника Генштаба было сформировано 15 марта 1951 года на базе 10-го отдела 2-го Главного управления Генерального штаба ВС СССР приказом министра обороны СССР А. М. Василевского. С 1960 года — 10-е Главное управление ГШ ВС СССР.
7 мая 1992 года переведено в подчинение Министра обороны Российской Федерации. Непосредственное руководство Главным управлением осуществляет заместитель министра обороны Российской Федерации, отвечающий за международное военное сотрудничество.

## Начальники
- генерал-лейтенант Дратвин, Михаил Иванович (март — май 1951),
- генерал-полковник танковых войск Сидорович, Георгий Степанович (май 1951 — май 1953),
- генерал-лейтенант инженерно-технической службы Байков, Алексей Павлович (май 1953 — июнь 1954),
- генерал армии Антонов, Алексей Иннокентьевич (июнь 1954 — декабрь 1960, одновременно являлся первым заместителем начальника Генерального штаба, с 1956 года — начальником штаба Объединенных Вооруженных сил стран Варшавского договора),
- генерал-полковник Гусев, Николай Иванович (декабрь 1960 — май 1962),
- генерал-полковник авиации Дагаев, Николай Павлович (1962—1975)[2],
- генерал-полковник авиации Скориков, Григорий Петрович (июль 1975 — июнь 1978),
- генерал-полковник Харченко, Дмитрий Константинович,
- генерал-полковник Ивашов, Леонид Григорьевич (1996—2001),
- генерал-полковник Мазуркевич, Анатолий Игнатьевич (2001—2007),
- генерал-лейтенант Фёдоров, Владимир Борисович (2007—2010),
- полковник Князева, Елена Георгиевна (врио; май 2010 — май 2011),
- действительный государственный советник России 2 класса Кошелев, Сергей Михайлович, (3 мая 2011 — апрель 2017)[3],
- генерал-лейтенант Кшимовский, Александр Александрович (апрель 2017 — н. в.).

## Структура
- Международно-договорное управление;
- Управление военно-технического сотрудничества;
- Управление военного сотрудничества с государствами-участниками СНГ;
- Управление внешних сношений.